# José Omar Pastoriza
José Omar Pastoriza (født 23. maj 1942, død 2. august 2004) var en argentinsk fodboldspiller og -træner. Hans plads på banen var som midtbanespiller. Han var på klubplan tilknyttet de hjemlige hold Racing Club og Independiente og spillede desuden tre år i Frankrig hos AS Monaco. Han blev i 1971 kåret til Årets fodboldspiller i Argentina.
Pastoriza spillede for Argentinas landshold 18 kampe i årene mellem 1966 og 1972. Han repræsenterede blandt andet sit land ved VM i 1966 i England.
Efter sit karrierestop arbejdede Pastoriza desuden som træner. Han var i adskillige omgange ansvarshavende i sin gamle klub Independiente, og stod også i spidsen for blandt andet Boca Juniors, spanske Atlético Madrid og Venezuelas landshold.